# Dario Gay (calciatore)
Dario Gay, all'anagrafe Dario Gai (Alba, 21 aprile 1907 – Bari, 21 maggio 1992), è stato un calciatore e allenatore di calcio italiano, di ruolo centrocampista. Era il nonno del cantautore Dario Gay.

## Carriera

### Giocatore
Vissuto in gioventù a Casale Monferrato dove ha iniziato come calciatore nella squadra locale debutta con il Milan nella Divisione Nazionale 1926-1927; con i rossoneri rimane fino al 1929, disputando in totale 18 gare (di cui 17 in Divisione Nazionale) e segnando 9 gol, di cui 7 in campionato.
Nel 1929 passa alla Dominante in Serie B, dove rimane per una stagione.
L'anno successivo si trasferisce al Bari per 30 000 lire, e con i pugliesi rimane per tre anni, dei quali il primo in Serie B e i due successivi in Serie A; in totale, oltre alle presenze con il Milan nell'allora Divisione Nazionale colleziona in Serie A con il Bari 62 presenze mettendo a segno 10 reti. Fra i goal realizzati con i galletti segna la doppietta con cui la sua squadra batte 2-1 il Brescia nello spareggio-salvezza, salvandosi nella Serie A 1931-1932. I tifosi baresi lo chiamavano "il toro" perché i suoi tiri di testa in porta ricordavano delle incornate.
Dopo un altro campionato in Serie B con la Sampierdarenese, termina la carriera in Prima Divisione (l'anno seguente diventata Serie C) con il Taranto ed infine con il Cosenza.

### Allenatore
Allena per diversi anni il Barletta sia nella Prima Divisione pugliese che nel campionato interregionale di Promozione, il Trani con cui ottiene una promozione in Serie C nel campionato 1939-40, il Taranto in Serie C nel 1940-41, il Gubbio e il Teramo sempre in Prima Divisione. Poi ancora il Molfetta fino al 1945, la Torrese nel campionato di Serie B 1947-1948, il Matera in Promozione, la Grumese di Grumo Appula e il Manfredonia in Prima Divisione pugliese.
Dal 1955 al 1957 e dal 1962 al 1963 allenò i calabresi del Castrovillari.
Ha vissuto a Bari, dove da calciatore conobbe la moglie, fino alla sua morte avvenuta il 21 maggio 1992 all'età di 85 anni. Riposa nel piccolo cimitero di Torre a Mare alle porte di Bari.

## Palmarès

### Giocatore

#### Competizioni nazionali
- Serie B: 1

Sampierdarenese: 1933-1934
- Prima Divisione: 1

Taranto: 1934-1935

### Allenatore

#### Competizioni regionali
- Prima Divisione: 1

Manfredonia: 1951-1952